# Крегуєшть
Крегуєшть, Крегуєшті (рум. Crăguești) — село у повіті Мехедінць в Румунії. Входить до складу комуни Сісешть.
Село розташоване на відстані 265 км на захід від Бухареста, 16 км на північний схід від Дробета-Турну-Северина, 95 км на північний захід від Крайови.

## Населення
За даними перепису населення 2002 року у селі проживали 473 особи, усі — румуни. Усі жителі села рідною мовою назвали румунську.